# Textron
Textron Inc. je ameriški industrijski konglomerat s sedežem v Providenceu, Rhode Island. Textronove podružnice vključujejo Arctic Cat, Bell Textron, Textron Aviation (ki sama vključuje blagovne znamke Beechcraft, Cessna in Pipistrel) in Lycoming Engines. Ustanovil ga je Royal Little leta 1923. Leta 2020 je Textron zaposloval več kot 33.000 ljudi v 25 različnih državah z letnim prometom preko 13 miljard dolarjev.
Textron je pomembna družba za proizvodnjo letalske, mornariške, vojaške in vesoljske tehnologije ter ena od redkih organizacij, ki še ima tehnične kapacitete za razvoj, proizvodnjo in dolgoročno vzdrževanje (preko 60 let) svojih produktov.